# 馬頭囲
馬頭囲（まとうい、繁体字：馬頭圍、広東語読み：マータウワイ、英語名：同じ、Ma Tau Wai）は、香港・九龍南部の住宅、商工業地区である。行政区では、九龍城区に属する。

## 概要
かつて、砦があった九龍城の南側、旧空港の西側、土瓜湾の北側にはさまれた場所に位置する香港ローカルの街である。政府の団地があり、東側には工場、1階が店舗、2階より上が住宅の古びた香港式のマンションなどがある。鉄道はなく、バスかタクシーの交通になる。赤いミニバスが多く発着する場所のひとつでもある。（旺角、美孚、愛民、荃湾などへ行く路線である）
香港唯一の都市ガス会社「中華煤気公司」（（香港）中華煤氣公司）のガスタンクがある。また区議会（（香港）區議會）議員の事務所や香港家族計画指導会の事務所、香港盲人輔導會などの、いわゆる民間団体が多く所在する場所である。
低地は香港ローカルの雰囲気の街であるが、一方で高台は公園、運動場、私立の学校、教会などがあり、九龍では京士柏、何文田、九龍塘などに見られる高台の西「香港塁球総会」（香港表記：香港壘球總會　英語名：Hong Kong Softball Association）がある。同映画では、前半の作品の最後の方で出てくる。広いグランドとかまぼこ型の建物が特徴である。ここは、香港で数少ないソフトボールの施設である。